# Dactylopodola todaroi
Dactylopodola todaroi is een buikharige uit de familie van de Dactylopodolidae. De wetenschappelijke naam van de soort werd voor het eerst geldig gepubliceerd in 2017 door Garraffoni, Di Domenico en Hochberg.